# Davey (Nebraska)
Davey – wieś w Stanach Zjednoczonych, w stanie Nebraska, w hrabstwie Lancaster.